# 1773

## أحداث
- تأسيس مدينة كيكيرتارسواك وتقع حاليا في جرينلاند.
- الأمام عبد العزيز بن محمد يستعيد مدينة الرياض واستعاد معهما الدرعية والوشم وسدير.

## مواليد
- أغوستينو باسي
- حمدان خوجة
- سيسموندي
- فريدرش موس
- ويليام هنري هاريسون
- يوزف أوغست شولتس
- الفيزيائي البريطاني توماس يونغ